# Класс EQP
В теории сложности вычислений EQP (иногда называемый QP) — класс задач разрешимости, решаемых квантовым компьютером, который выводит правильный ответ с вероятностью 1 и выполняется за полиномиальное время. Это — квантовый аналог класса сложности P.
Другими словами, существует алгоритм для квантового компьютера (квантовый алгоритм), который точно решает задачу и при этом гарантированно укладывается в полиномиальное время.